# Bizcocho de Moya
El bizcocho de Moya es un producto de repostería típico de la isla de Gran Canaria, que tiene su origen en el municipio de Moya. Tiene una forma alargada, miga crujiente y cobertura glaseada. La masa de este bizcocho contiene harina de trigo, huevos y limón.
Se hornea dos veces (de ahí su nombre, bis-coctus). La primera vez, sale el pan esponjoso y la segunda, seco y crujiente. El bizcocho de Moya es uno de los dos productos de repostería tradicionales de la villa grancanaria, siendo el otro el suspiro de Moya. Ambos se cubren con un glaseado.

## Historia
A Moya, la receta del bizcocho fue traída desde Cuba por Doña Chá Manuela, quien se afincó en el municipio canario en 1930. Enseñó esta receta a Doña Candelita Rivero y a Doña Jacinta. Un buen día, le hicieron un encargo de bizcochos a Dña Jacinta, pero se le pasó el tiempo de cocción y para disimular la parte quemada, la cubrió con el mismo glaseado que se hacía para elaborar los suspiros de merengue. El resultado fue tan bueno que la receta se comenzó a difundir. El bizcocho de Moya se populariza definitivamente cuando se abren las primeras fábricas artesanales y varias familias lo adoptan como medio de vida: Doña Amelia Ojeda primero, y Doña Felisa Rivero Trujillo después abre Bizcochos de Moya en 1945.